# بویطی
بویطی (به عربی: بویطی) یک روستا در سوریه است که در ناحیه سراقب واقع شده‌است. بویطی ۷۸۴ نفر جمعیت دارد.